# Tentamon (épouse de Ramsès XI)
Pour les articles homonymes, voir Tentamon.
Tentamon (« Celle d'Amon ») est une reine de l'Égypte antique, citée sur le papyrus funéraire de sa fille Hénouttaouy Ire et où son nom est inscrit dans un cartouche,.

## Généalogie
Le papyrus funéraire de la reine Hénouttaouy Ire indique donc qu'elle est la fille d'un roi non nommé et d'une reine nommée Tentamon, elle-même fille d'un certain Nebseny,. Or, le Rapport d'Ounamon fait d'une reine Tentamon l'épouse du roi Nesbanebdjed Ier, où elle est d'ailleurs décrite comme « organisatrice de la terre ».
Deux théories ont été proposées :
- les ouvrages de Kenneth Anderson Kitchen[7] ainsi que celui d’Aidan Mark Dodson et Dyan Hilton[2] ont proposé deux Tentamon, la première (celle du papyrus funéraire) étant la mère d'Hénouttaouy Ire et l'épouse de Ramsès XI, et la seconde (celle du Rapport d'Ounamon) étant l'épouse de Nesbanebdjed Ier ; dans cette hypothèse, la première Tentamon est d'ailleurs la mère de la seconde Tentamon ;
- l'ouvrage de Frédéric Payraudeau[8] préfère l'option où il n'y a qu'une seule Tentamon, à la fois épouse de Nesbanebdjed Ier et mère d'Hénouttaouy Ire, tout en exprimant l'hypothèse qu'elle pouvait avoir des origines royales ramessides car, premièrement, elle semble jouer un rôle important dans le Rapport d'Ounamon[5] et, deuxièmement, Psousennès Ier, fils d'Hénouttaouy Ire et donc petit-fils de Tentamon, porte le surnom de Ramsès[4].